# FPT University
FPT University est une université privée en technologies de l'information et de la communication située à Hà Nội, Cần Thơ, Hồ Chí Minh-ville, Đà Nẵng, Quy Nhơn au Viêt Nam.

## Historique
Le nom vient de sa société mère FPT.
Elle a été créée en 2006. C'est la première université privée ouverte au Viêt Nam. Le président est Truong Gia Binh et le recteur est Lê Trường Tùng.

## Objectifs
La mission de l’université FPT est de développer une nouvelle génération d'université au standard international avec une philosophie éducative moderne qui combine des activités éducatives avec les besoins du marché du travail du Viêt Nam. L’université doit contribuer à mettre les spécialistes vietnamiens au niveau des pays développés.
L'objectif à court terme de l'université FPT est de former et fournir aux entreprises des spécialistes en technologies de l'information, en gestion d'entreprise et autres domaines connexes utiles à FPT et aux autres sociétés vietnamiennes et aux éditeurs de logiciels en particulier.

## Corps enseignant
Les formateurs doivent avoir au moins deux ans d'expérience dans l’industrie informatique et doivent passer un examen d'entrée. Les filières intègrent des enseignements en langues étrangères et l’université recrute des spécialistes du domaine enseigné et de langue maternelle étrangère.

## Coopération internationale
Depuis sa création, l'Université FPT a mis en place de nombreux programmes de coopération avec des universités à travers le monde :
- Université Shinshū ( Japon)
- Université d'Aizu ( Japon)
- Université de Kyūshū ( Japon)
- Université des sciences appliquées de Furtwangen ( Allemagne)
- Université de Nyenrode ( Pays-Bas)
- Université de Greenwich ( Royaume-Uni)
- Université de Bradford ( Royaume-Uni)
- Université Aston ( Royaume-Uni)
- Rouen Business School ( France)
- École d'électricité, de production et management industriel ( France)
- Nakhon Pathom Rajabhat University - ( Thaïlande)
- Université de Chiang Mai - ( Thaïlande)
- Université de Malaya - ( Malaisie)
- Université de Brunei Darussalam - ( Brunei)
- Université nationale des sciences et des technologies de Taiwan - ( Taïwan)
- Kyung Hee University - ( Corée du Sud)
- SSM Académie internationale - ( Inde)
- Université professionnelle Lovely - ( Inde)